# Головеново
Головеново — упразднённая деревня в Александровском районе Владимирской области России.

## География
Урочище находится в северо-западной части области, в зоне хвойно-широколиственных лесов, к востоку от автодороги М8, на расстоянии примерно 15 километров (по прямой) к северо-западу от города Александрова, административного центра района.

### Климат
Климат характеризуется как умеренно континентальный, с умеренно тёплым летом, холодной зимой, короткой весной и облачной, часто дождливой осенью. Среднегодовая температура воздуха — +3,4 °C. Годовое количество атмосферных осадков — 549 миллиметров, из которых большая часть выпадает в тёплый период.

## История
В «Списке населенных мест Владимирской губернии по сведениям 1859 года» населённый пункт упомянут как владельческая деревня Говасово (Говеново) Александровского уезда, расположенная при колодцах, в 20 верстах от уездного города. В деревне насчитывалось 11 дворов и проживало 70 человек (35 мужчин и 45 женщин).
По состоянию на 1905 год, в Головенове имелось 9 дворов и проживало 83 человека. В административном отношении деревня входила в состав Тирибревской волости.
В советское время входила в состав Краснопламенского сельсовета Александровского района. Упразднена решением облисполкома № 319 от 16 мая 1986 года как фактически не существующая.